# Partido Popular Polonês "Wyzwolenie"
O Partido Camponês Polonês "Wyzwolenie" ou Partido Popular Polonês "Wyzwolenie"(em polonês/polaco:  Polskie Stronnictwo Ludowe "Wyzwolenie", abreviado como PSL Wyzwolenie) foi um  partido político do período entreguerras da Segunda República Polonesa (1915–1931).
O partido foi formado em 1915 por vários partidos camponeses do Reino da Polônia. Em comparação com o Partido Popular Polonês "Piast", a PSL Wyzwolenie era um partido de esquerda e um aliado ao Partido Socialista Polonês (Polska Partia Socjalistyczna). O Partido Camponês Polonês "Wyzwolenie" apoiou o Golpe de Maio de 1926, mas, brevemente depois, distanciou-se da Sanacja e se juntou a oposição. Em 1931, uniu-se com vários outros partidos, formando o Partido Popular (Stronnictwo Ludowe). 
Políticos importantes inclusos:
- Gabriel Narutowicz
- Stanisław Thugutt
- Tomasz Nocznicki
- Maksymilian Malinowski